# Моше Дворецки
Моше Дворецки е български театрален и киноактьор, роден през 1922 г. в Хасково. По време на Втората световна война той е участник в антихитлеристката съпротива, за което е осъден на доживотен затвор. Включва се в изграждането на град Димитровград и е един от създателите на Димитровградския театър (наречен по-късно на името на Апостол Карамитев).
Моше Дворецки изиграва десетки главни роли и поставя няколко пиеси. Освен в Димитровград, актьорската му кариера го отвежда също така в Хасково, Пловдив и Пазарджик. Той се снима в няколко филма, между които „Тайната вечеря на Седмаците“ (1957), „Баш майсторът на екскурзия“ (1980), „Дом за нежни души“ (1981), „Боянският майстор“ (1981) (вероятно най-важната му роля в киното – на Отшелника) и др. Моше Дворецки умира при неуспешна сърдечна операция през 1988 г. в София.

## Филмография
- Женски сърца (тв, 1985)
- Дом за нежни души (1981)
- Баш майсторът на екскурзия (1980) – възрастният емигрант от Поликраище
- Боянският майстор (1980), 2 серии
- Тайната вечеря на Седмаците (1957)